# Nanorana xuelinensis
Nanorana xuelinensis — вид жаб родини Dicroglossidae. Описаний у 2021 році.

## Етимологія
Видова назва відноситься до містечка Сюелін — місцевості, де був знайдений новий вид.

## Поширення
Ендемік провінції Юньнань на півдні Китаю. Виявлений в повіті Ланьцан (місто Пуер), повіті Шуанцзян (місто Ліньцан) і місті Цзінхун (префектура Сішуанбаньна). Типова серія була знайдена в ставку з нерухомою водою.